# Taça de Portugal de Hóquei em Campo Feminino
Taça de Portugal de Hóquei em Campo Feminino
A Taça de Portugal é uma competição por eliminatórias, organizada pela Federação Portuguesa de Hóquei , em que participam os clubes de todas as divisões do Campeonato Nacional de Hóquei em Campo Feminino. A competição iniciou-se na época de 2006/07

## Vencedores
| Taça de Portugal de Hóquei em Campo Feminino | Taça de Portugal de Hóquei em Campo Feminino | Taça de Portugal de Hóquei em Campo Feminino | Taça de Portugal de Hóquei em Campo Feminino |
| Época                                        | Vencedor                                     | Resultados                                   | Finalista Vencido                            |
| -------------------------------------------- | -------------------------------------------- | -------------------------------------------- | -------------------------------------------- |
| 2019-20                                      |                                              |                                              |                                              |
| 2018-19                                      |                                              |                                              |                                              |
| 2017-18                                      | Lisbon Casuals HC                            | 3 – 2                                        | GD Viso                                      |
| 2016-17                                      | Lisbon Casuals HC                            | 2 – 2, 3 – 2 após a marcação shoot-outs      | CF Benfica                                   |
| 2015-16                                      | GD Viso                                      | 3 – 3, 4 – 3 após a marcação shoot-outs      | Lisbon Casuals HC                            |
| 2014-15                                      | SC Porto                                     | 3 – 2                                        | Lisbon Casuals HC                            |
| 2013-14                                      | SC Porto                                     | 2 – 1                                        | AD Lousada                                   |
| 2012-13                                      | AD Lousada                                   | 3 – 2                                        | SC Porto                                     |
| 2011-12                                      | AD Lousada                                   | –                                            |                                              |
| 2010-11                                      | SC Porto                                     | –                                            |                                              |
| 2009-10                                      | Ramaldense FC                                | –                                            |                                              |
| 2008-09                                      | Ramaldense FC                                | –                                            |                                              |
| 2007-08                                      | AD Lousada                                   | –                                            |                                              |
| 2006-07                                      | Ramaldense FC                                | –                                            |                                              |

## Palmarés
| Equipa            | Títulos | Épocas                    |
| ----------------- | ------- | ------------------------- |
| Ramaldense FC     | 3       | 2006/07, 2008/09, 2009/10 |
| AD Lousada        | 3       | 2007/08, 2011/12, 2012/13 |
| SC Porto          | 3       | 2010/11, 2013/14, 2014/15 |
| Lisbon Casuals HC | 2       | 2016/17, 2017/18          |
| GD Viso           | 1       | 2015/16                   |